# Joseph Marie de Casabianca
Pour les articles homonymes, voir Casabianca.
Joseph Marie de Casabianca, né le 1er juin 1742 à Venzolasca (Corse, actuelle Haute-Corse) et mort le 4 novembre 1803 à Avignon (Vaucluse), est un général français de la Révolution et de l’Empire.

## Biographie
Il entre au service de la France le 27 avril 1761, comme sous-lieutenant au régiment Royal-Italien. En 1765, il est envoyé en Corse et il se signale en 1768 à l’affaire de Borgo, ainsi qu’au passage du pont de Golo, où avec 300 hommes il parvient à prendre le mont de San-Angelo, ce qui lui vaut d’être promu capitaine de dragons le 1er septembre 1769, dans la légion Corse et lieutenant-colonel le 2 février 1772. Le 25 février 1776, le roi lui concède la terre d’Aléria érigée en vicomté qui porte son nom. Il reçoit la croix de chevalier de Saint-Louis le 6 novembre 1786. 
De retour en France, il est nommé lieutenant-colonel au régiment Royal-Navarre cavalerie le 5 février 1792, et promu colonel, il prend le commandement de ce régiment devenu le 21e régiment de cavalerie le 27 mai 1792. 
Il est promu général de brigade le 1er février 1793, à l’armée d’Italie dont il commande l’aile gauche et le 10 mai 1793, à Belgodère, attaqué par 3 000 Piémontais, il les culbute à la tête de 300 grenadiers et leur fait 200 prisonniers. Le 11 mai 1793, accompagné d'un officier d'état-major et de deux dragons, il est attaqué par un groupe de barbets sur la route de Nice et fait prisonnier après avoir eu son habit criblé de balles et son cheval tué sous lui. Il est nommé général de division le 15 mai 1793. 
Libéré le 20 juin 1794, il est chargé de l’inspection de la cavalerie à l’armée des Alpes puis il commande la cavalerie de l’armée d’Italie le 27 février 1795. Il fait le reste de sa carrière à l’armée d’Italie où il chasse les Autrichiens de la Valteline en mars 1799 ; il est nommé gouverneur de Mantoue en 1801. Le 21 mai 1801, il est réformé à la suite d'ennuis de santé. Il est admis à la retraite le 3 octobre 1803, et il est assassiné le 4 novembre 1803, à Liman, un village près d’Avignon où il s'est retiré.
Il est fait à titre posthume chevalier de la Légion d’honneur le 11 décembre 1803.

## Sources
- Larousse du XXe siècle
- « Casabianca (Joseph-Marie, vicomte de) », dans Georges Six, Dictionnaire biographique des généraux et amiraux français de la Révolution et de l'Empire, t. 1, Paris, Saffroy, 1974 (1re éd. 1934), p. 197-198.
- http://www.napoleon-series.org/research/frenchgenerals/c_frenchgenerals7.html
- Thierry Pouliquen, « Les généraux français et étrangers ayant servis [sic] dans la Grande Armée » (consulté le 26 juin 2013)
- « Cote LH/439/35 », base Léonore, ministère français de la Culture
- A. Liévyns, Fastes de la Légion-d'honneur, biographie de tous les décorés, accompagnée de l'histoire législative et réglementaire de l'ordre, bureau de l'administration, janvier 1844, 531 p. (lire en ligne), p. 60.